# David Fray

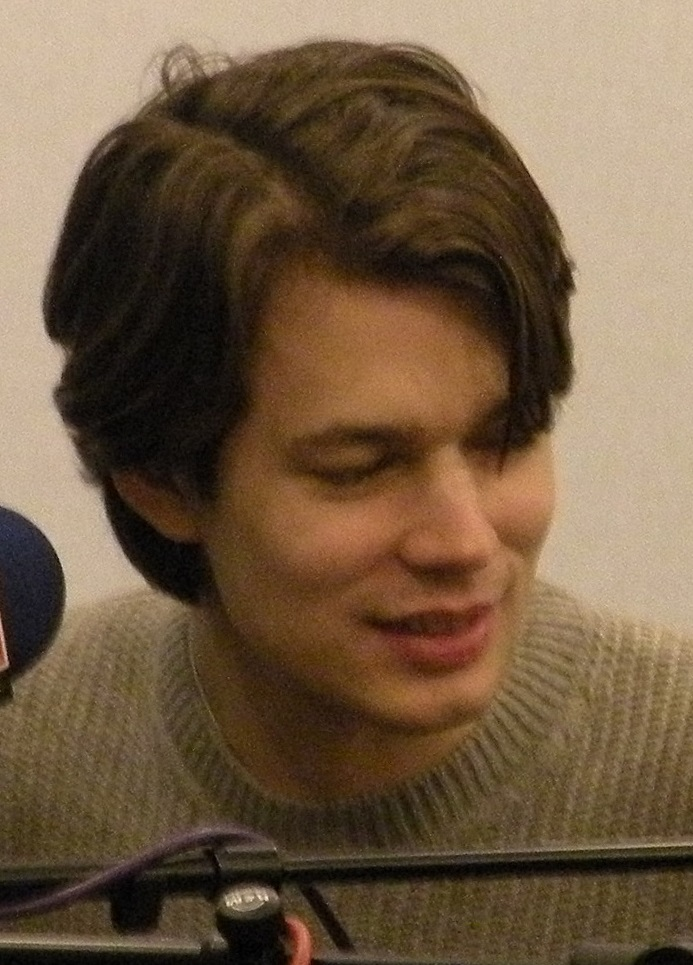
David Fray (2009)

David Fray [david frɛ] (* 24. Mai 1981 in Tarbes, Pyrenäen) ist ein französischer Pianist, der zum Klavier-Shootingstar avancierte, als er im Juni 2006 bei Konzerten der Deutschen Kammerphilharmonie Bremen für die erkrankte Hélène Grimaud in Paris und Brüssel einsprang.

## Leben
Er ist der Sohn eines Kant- und Hegel-Forschers und einer Lehrerin mit tschechisch-polnisch-finnischen Wurzeln. Bereits im Alter von vier Jahren begann David Fray Klavier zu spielen. Sein Lehrer war Jacques Rouvier, der auch seiner französischen Klavierkollegin Hélène Grimaud Unterricht gab.
Neben zahlreichen Preisen und Auszeichnungen gewann er das Diploma of Outstanding Merit des internationalen Hamamatsu-Klavierwettbewerbs in Japan, den Titel Nachwuchssolist des Jahres der Commission des Radios Francophones in Montréal (2004) und wurde 2004 in Frankreich zum Nachwuchskünstler des Jahres gewählt. Für seine Bach-/Boulez-CD wurde Fray 2008 zwei Mal ausgezeichnet: Das BBC Music Magazine kürte ihn zum Newcomer of the Year, ferner erhielt er den deutschen ECHO Klassik 2008 in der Kategorie Solistische Einspielung 20./21. Jahrhundert.
Seine erste Orchester-CD mit Klavierkonzerten von Johann Sebastian Bach (Klavierkonzert A-Dur BWV 1055, Klavierkonzert f-Moll BWV 1056, Klavierkonzert g-Moll BWV 1058, Klavierkonzert d-Moll BWV 1052) hat David Fray im Jahr 2008 mit der Deutschen Kammerphilharmonie Bremen im Probensaal des Orchesters in Bremen Osterholz-Tenever aufgenommen. Der Filmemacher Bruno Monsaingeon hat den Pianisten filmisch in Swing, sing & think bei diesen CD-Aufnahmen porträtiert.
Am 18. Oktober 2009 ehrte ihn die Deutsche Phono-Akademie für diese Aufnahmen: In der Kategorie Instrumentalist des Jahres wurde Fray in der Dresdner Semperoper der Echo Klassik 2009 verliehen. In derselben Kategorie wurde Fray am 8. Februar 2010 mit dem begehrten französischen Musikpreis Les Victoires de la musique classique ausgezeichnet.
Fray, der aufgrund seines Habitus gerne mit dem kanadischen Pianisten Glenn Gould verglichen wird, bezeichnet selbst den deutschen Pianisten Wilhelm Kempff als sein Vorbild. Sein singender, tastender und dennoch erzählerisch auftrumpfender Klavierstil charakterisiere einen „der unabhängigsten Klaviergeister der Gegenwart“, schrieb Kai Luehrs-Kaiser in Der Spiegel und fügte hinzu: „Fray spielt den aufregendsten Bach seit Jahrzehnten.“
Er ist seit 2008 mit der italienischen Schauspielerin Chiara Muti verheiratet; der Dirigent Riccardo Muti ist sein Schwiegervater.

## Diskografie
- Bach, Boulez & Beethoven - Avi-Music, 2006
- Schubert & Liszt - Atmaclassique, 2006
- Bach & Boulez - Erato, Mai 2007
- Bach: Klavierkonzerte - Erato, November 2008
- Schubert: Impromptus Op. 90 Moments Musicaux Allegre - Erato, Oktober 2009
- Mozart: Concertos No. 22, 25 - Erato, November 2010
- Bach: Partitas No. 2 & 6, Toccata (BWV 911) - Erato, Januar 2013
- Schubert: Fantaisie - mit Jacques Rouvier - Erato, Februar 2015
- Chopin - Erato, Februar 2017
- Bach: Concertos pour 2, 3 & 4 pianos, November 2018
- Bach: Sonaten für Violine und Klavier No. 3–6 - mit Renaud Capuçon - Erato, 2019
- Bach: Goldberg Variationen - Erato, 2021